# Scandinavian Raceway
Anderstorp Raceway, dříve známá jako Scandinavian Raceway, je 4,025 km dlouhá závodní dráha v Anderstorpu ve Švédsku. V letech 1973–1978 se na trati konala Grand Prix Švédska.

## Formule 1
| No. | Rok  | Jezdec          | Konstruktér | Motor      | Pneu | Čas           | Délka kola | Počet kol | Rychlost     | Datum        |
| --- | ---- | --------------- | ----------- | ---------- | ---- | ------------- | ---------- | --------- | ------------ | ------------ |
| 1   | 1973 | Denny Hulme     | McLaren     | Ford       | G    | 1:56:46,049 h | 4,018 km   | 80        | 165,169 km/h | 17. červenec |
| 2   | 1974 | Jody Scheckter  | Tyrrell     | Ford       | G    | 1:58:31,391 h | 4,018 km   | 80        | 162,723 km/h | 9. červenec  |
| 3   | 1975 | Niki Lauda      | Ferrari     | Ferrari    | G    | 1:59:18,319 h | 4,018 km   | 80        | 161,656 km/h | 8. červenec  |
| 4   | 1976 | Jody Scheckter  | Tyrrell     | Ford       | G    | 1:46:53,729 h | 4,018 km   | 72        | 162,381 km/h | 13. červenec |
| 5   | 1977 | Jacques Laffite | Ligier      | Matra      | G    | 1:46:55,520 h | 4,018 km   | 72        | 162,335 km/h | 19. červenec |
| 6   | 1978 | Niki Lauda      | Brabham     | Alfa Romeo | G    | 1:41:00,606 h | 4,031 km   | 70        | 167,609 km/h | 17. červenec |

## Verze okruhu

Trať od roku 1973
Trať v roce 1978